# 秘魯鰤
秘魯鰤（学名：Seriola peruana），為輻鰭魚綱鱸形目鱸亞目鰺科鰤屬下的一個種，分布於東太平洋區從墨西哥至厄瓜多海域，包括加拉巴哥群島，體呈紡錘型，體背紫褐色至藍綠色，側腹和臉色蒼白，胸鰭和尾鰭淡黃色，背鰭和臀鰭多為黑色，體長可達57公分，成魚棲息在沿岸礁石區，屬肉食性，以魚類及頭足類為食，可做為食用魚，但非具商業性，亦可當作遊釣魚。